# The Rolling Stones 2nd American Tour 1965
The Rolling Stones 2nd American Tour 1965 es una gira de conciertos musicales de la banda. Comenzó el 29 de octubre de 1965 y terminó el 5 de diciembre de 1965 para promocionar su nuevo álbum Out of Our Heads. Se realizaron 41 shows entre los cuales hubo tres en Canadá.

## Miembros de la banda
- Mick Jagger voz, armónica
- Keith Richards guitarra, voz
- Brian Jones guitarra
- Bill Wyman bajo
- Charlie Watts batería

## Fechas de la gira
- 29/10/1965  Forum, Montreal
- 30/10/1965  Cornell University, Barton Hall, Ithaca, Nueva York
- 31/10/1965  War Memorial Hall, Syracuse, Nueva York
- 01/11/1965  Maple Leaf Gardens, Toronto
- 02/11/1965  Memorial Auditorium, Rochester, Nueva York
- 03/11/1965  Auditorium, Province, Rhode Island
- 04/11/1965  Loews State Theatre, New Haven, Connecticut
- 05/11/1965  Gardens, Boston, Massachusetts
- 06/11/1965  Academy of Music, Nueva York
- 07/11/1965  Convention Hall, Filadelfia, Pensilvania
- 08/11/1965  Symphony Hall/Mosque Theatre, Newark, Nueva Jersey
- 10/11/1965  Renyolds Coliseum, Raleigh, Carolina del Norte
- 11/11/1965  War Memorial Auditorium, Greensboro, Carolina del Norte
- 12/11/1965  Coliseum, Washington D. C.
- 13/11/1965  Civic Center, Baltimore, Maryland
- 14/11/1965  Civic Coliseum Auditorium, Knoxville, Tennessee
- 15/11/1965  Coliseum, Charlotte, Carolina del Norte
- 16/11/1965  Municipal Auditorium, Nashville, Tennessee
- 17/11/1965  Mid-South Coliseum, Memphis, Tennessee
- 20/11/1965  State Fair Youth Center, Shreveport, Luisiana
- 21/11/1965  Will Rogers Memorial Center, Fort Worth, Texas
- 23/11/1965  Assembly Center, Tulsa, Oklahoma
- 24/11/1965  Civic Arena, Pittsburgh, Pensilvania
- 25/11/1965  Arena Auditorium, Wiscosin, Milwaukee
- 26/11/1965  Cobo Hall, Míchigan, Detroit
- 27/11/1965  Wempler's Hara Arena, Dayton, Ohio
- 28/11/1965  Cincinnati Gardens, Cincinnati, Ohio
- 29/11/1965  Arie Crown Theatre/McCormick Place, Chicago, Illinois
- 29/11/1965  Coliseum, Denver, Colorado
- 30/11/1965  Veterans Memorial Coliseum, Phoenix, Arizona
- 01/12/1965  Agrodome, Vancouver
- 02/12/1965  Coliseum, Seattle, Washington
- 03/12/1965  Memorial Auditorium, Sacramento, California
- 04/12/1965  Civic Auditorium, San José, California
- 05/12/1965  Community Concurse, Convention Hall, San Diego, California
- 05/12/1965  Sports Arena, Los Ángeles, California

- Datos: Q11704422